# Холодное (Новосибирская область)
Холо́дное — деревня в Сузунском районе Новосибирской области России. Входит в состав Шипуновского сельсовета.

## География
Площадь деревни — 39 гектаров.

## Население
| 2002 | 2007 | 2010 |
| ---- | ---- | ---- |
| 417  | ↗451 | ↘417 |

## Инфраструктура
В деревне по данным на 2007 год функционирует 1 учреждение здравоохранения и 1 учреждение образования.